# جيني هو
جيني هو (بالصينية: 胡燕妮) هي ممثلة صينية، ولدت في 1947 في غوانغدونغ في الصين.

## وصلات خارجية
- جيني هو على موقع IMDb (الإنجليزية)
- جيني هو على موقع ميوزك برينز (الإنجليزية)
- جيني هو على موقع قاعدة بيانات الفيلم (الإنجليزية)